# حادثة السيرة الذاتية لسيجنثالر في ويكيبيديا

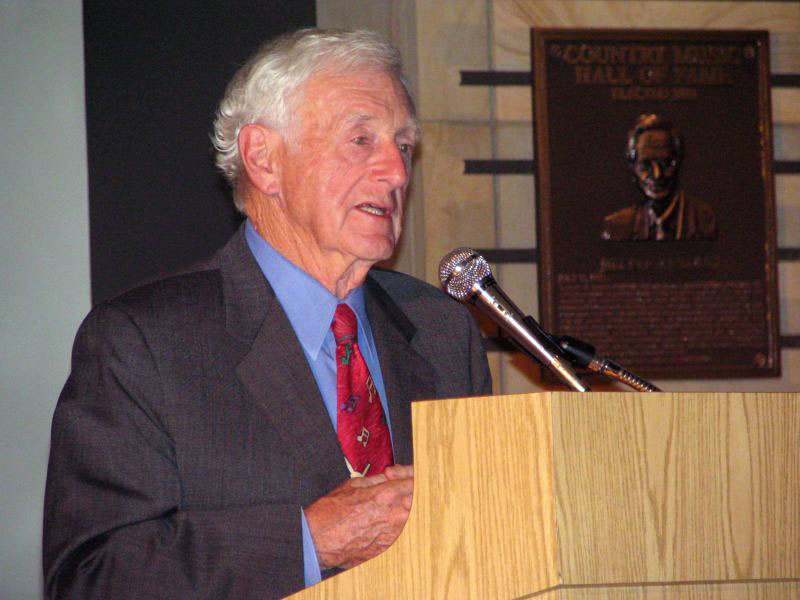
جون سيجنثالر في أكتوبر 2005

في مايو 2005، نشر محرر غير مسجل مقالًا مضللًا على ويكيبيديا حول الصحفي جون سيجنثالر  ذكرت المقالة زوراً أن سيجنثالر كان مشتبهاً به في اغتيال الرئيس الأمريكي جون كينيدي والمدعي العام الأمريكي روبرت ف. كينيدي.
بعد اكتشاف الخدعة وتصحيحها في وقت لاحق في سبتمبر، كتب سيجنثالر، وهو صديق ومساعد لروبرت كينيدي، في يو إس إيه توداي أن المقال كان «اغتيال شخصية على الإنترنت».
أثار الحادث تساؤلات حول مصداقية ويكيبيديا والمواقع الأخرى ذات المحتوى الذي ينتجه المستخدمون والذي يفتقر إلى المساءلة القانونية للصحف التقليدية والمواد المنشورة. في مقابلة أجريت في 13 كانون الأول (ديسمبر) 2005 أعرب المؤسس المشارك جيمي ويلز عن دعمه لسياسة ويكيبيديا التي تسمح بتحرير مستخدمين غير مسجلين للمقالات، لكنه أعلن عن خطط للتراجع عن امتيازات إنشاء المقالات الخاصة بهم كجزء من إستراتيجية مكافحة التخريب. أدى الحادث في النهاية إلى فرض ويكيبيديا لمتطلبات مرجعية أكثر صرامة للسير الذاتية للأشخاص الأحياء.